# Mouhamadou Dabo
Mouhamadou Dabo (Dakar, 28 novembre 1986) è un ex calciatore senegalese naturalizzato francese, di ruolo difensore.

## Carriera
Dopo essere cresciuto nel settore giovanile del Saint-Étienne, e aver giocato per sei stagioni con les Verts, il 23 maggio 2010 passa al Siviglia, con cui firma un contratto di 4 anni.
Il 30 agosto 2011 si trasferisce al Lione per 1 milione di euro più bonus, legandosi al club francese con un quadriennale.
Il 14 ottobre 2015 firma, da svincolato, un contratto fino a fine stagione con il Troyes, con opzione per il rinnovo in caso di salvezza.
Dopo la retrocessione del club, lascia il Troyes e il 16 giugno 2016 firma un triennale con il Caen.

## Palmarès

### Club

#### Competizioni nazionali
- Coppa di Francia: 1

O. Lione: 2011-2012
- Supercoppa francese: 1

O. Lione: 2012